# Tommi Kovanen
Tommi Kovanen (* 15. Juli 1975 in Pieksämäki) ist ein ehemaliger finnischer Eishockeyspieler, der im Laufe seiner Karriere für verschiedene Vereine in der SM-liiga aktiv war.

## Karriere
Tommi Kovanen begann seine Karriere als Eishockeyspieler in der Nachwuchsabteilung von KalPa Kuopio, für dessen Profimannschaft er von 1993 bis 1997 in der SM-liiga, der höchsten finnischen Spielklasse, aktiv war. Anschließend spielte der Verteidiger drei Jahre lang für die Pelicans Lahti, mit denen er nach zwei Spielzeiten in der zweitklassigen I-divisioona und dem anschließenden Aufstieg in der Saison 1999/2000 ebenfalls in der SM-liiga spielte. Von 2000 bis 2003 lief er für Mikkelin Jukurit in der neuen zweiten finnischen Spielklasse, der Mestis, auf, deren Meistertitel er in diesem Zeitraum drei Mal in Folge gewann. Zu Beginn der Saison 2001/02 schloss er sich zunächst dem SHC Fassa aus der italienischen Serie A1 an, ehe er zu Jukurit zurückkehrte. 
Von 2003 bis 2006 stand Kovanen für den SM-liiga-Teilnehmer JYP Jyväskylä auf dem Eis, ehe er die Saison 2005/06 bei Fribourg-Gottéron in der Schweizer Nationalliga A beendete. Mit der Mannschaft erreichte er in der Relegation den Klassenerhalt. Anschließend kehrte er zu JYP in die SM-liiga zurück, das er nach 17 Spielen im Laufe der Saison 2006/07 verließ, um sich dem Ligarivalen HIFK Helsinki anschloss, bei dem er die folgenden eineinhalb Jahre verbrachte. Von 2008 bis 2010 spielte er in der SM-liiga für Lukko Rauma. Die Saison 2010/11 begann der Finne bei Jokerit Helsinki, mit dem er in der Saisonvorbereitung an der European Trophy teilnahm. Im Dezember 2010 wurde er innerhalb der finnischen Hauptstadt zu seinem Ex-Klub HIFK Helsinki transferiert, mit dem er in den Playoffs den finnischen Meistertitel gewann. Als Leihspieler lief er zudem ein Mal für den Zweitligisten Kiekko-Vantaa auf. 
Zur Saison 2011/12 wurde Kovanen von Tappara Tampere verpflichtet, ehe er seine Karriere in der Saison 2012/13 bei Lukko Rauma ausklingen ließ.

## Erfolge und Auszeichnungen
- 1999 Aufstieg in die SM-liiga mit Pelicans Lahti
- 2001 Meister der Mestis mit Mikkelin Jukurit
- 2002 Meister der Mestis mit Mikkelin Jukurit
- 2003 Meister der Mestis mit Mikkelin Jukurit
- 2011 Finnischer Meister mit HIFK Helsinki

## SM-liiga-Statistik
(Stand: Ende der Saison 2010/11)